# Consolida samia
Consolida samia là một loài thực vật có hoa trong họ Mao lương. Loài này được P.H.Davis mô tả khoa học đầu tiên năm 1965.